# Abdalan
Abdalan (persiska: ابدالان) är en ort i Iran.   Den ligger i provinsen Hamadan, i den nordvästra delen av landet, 300 km väster om huvudstaden Teheran. Abdalan ligger 1 730 meter över havet och antalet invånare är 431.
Terrängen runt Abdalan är huvudsakligen kuperad, men åt sydväst är den bergig. Abdalan ligger nere i en dal.Runt Abdalan är det ganska tätbefolkat, med 86 invånare per kvadratkilometer. Närmaste större samhälle är Asadabad, 18,5 km nordväst om Abdalan. Trakten runt Abdalan består i huvudsak av gräsmarker.